# Neomerinthe hemingwayi
Espèce
Statut de conservation UICN

 LC  : Préoccupation mineure
Neomerinthe hemingwayi est un poisson de l'ordre des scorpaéniformes.

## Description
La taille maximale connue pour cette espèce est de 315 mm. Elle se rencontre, à une profondeur comprise entre 31 et 230 m, dans l'Atlantique ouest, des côtes du New Jersey à la Floride et au golfe du Mexique.

## Étymologie
Son nom d'espèce lui a été donné en l'honneur de Ernest Hemingway, en remerciement de l'aide qu'il a apportée à l'auteur dans ses recherches sur les poissons du Gulf Stream.

## Publication originale
- Fowler, 1935 : Description of a New Scorpaenoid Fish (Neomerinthe hemingwayi) from off New Jersey, Proceedings of the Academy of Natural Sciences of Philadelphia, vol. 87, p. 41-43.